# ŠK Milénium Bardejovská Nová Ves

 ŠK Milenium 2000 Bardejovská Nová Ves là một câu lạc bộ bóng đá Slovakia, đến từ vùng Bardejovská Nová Ves, của thành phố Bardejov.

## Lịch sử
Câu lạc bộ được thành lập ngày 25 tháng 7 năm 1962. Chủ tịch đầu tiên của câu lạc bộ là Tomáš Maxin.